# Gül-Moschee

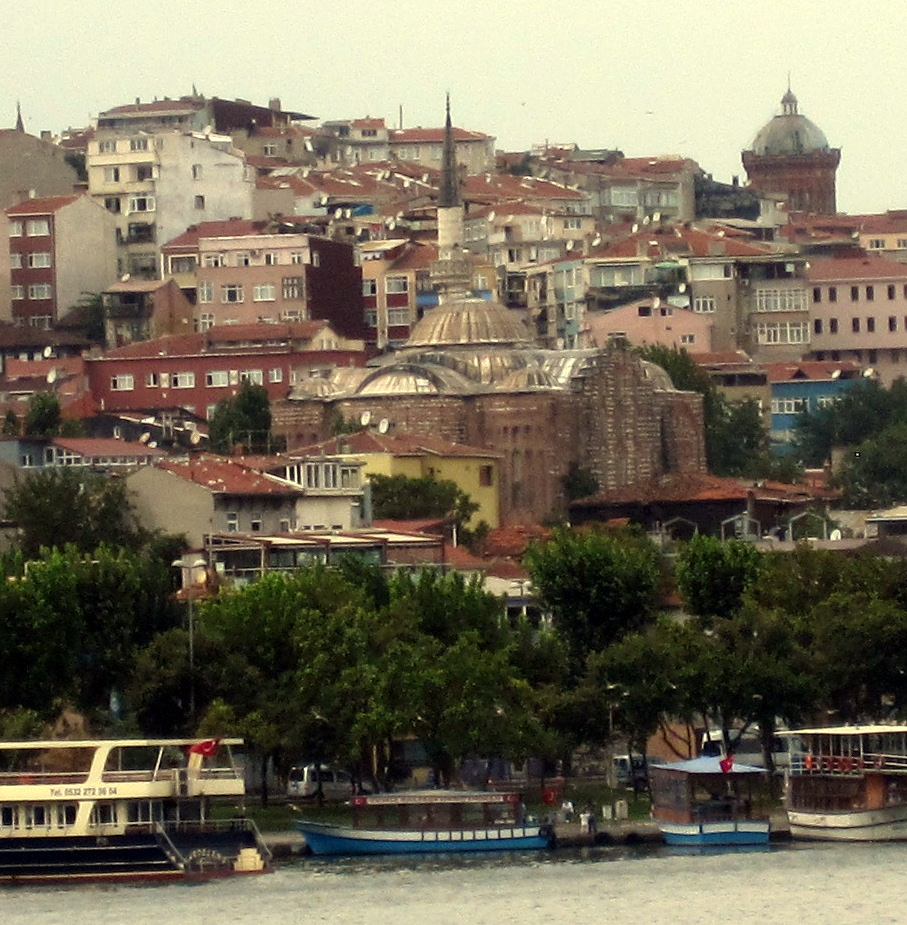
Blick auf die Moschee von der Atatürk-Brücke

Die Gül-Moschee (türkisch Gül Camii, dt. Rosenmoschee) ist eine ehemalige byzantinische Kirche in Istanbul, die in osmanischer Zeit zur Moschee umgebaut wurde.

## Lage
Das Bauwerk liegt im Stadtviertel Aykapı im Stadtbezirk Fatih an der Vakıf Mektebi Sokak. Diekt gegenüber liegt die Molla Hüsrev Camii. Die Kirche wurde am Ende des Tales errichtet, das den vierten und den fünften Hügel Konstantinopels trennt. Von hier aus kann man das Goldene Horn überblicken.

## Zuschreibung

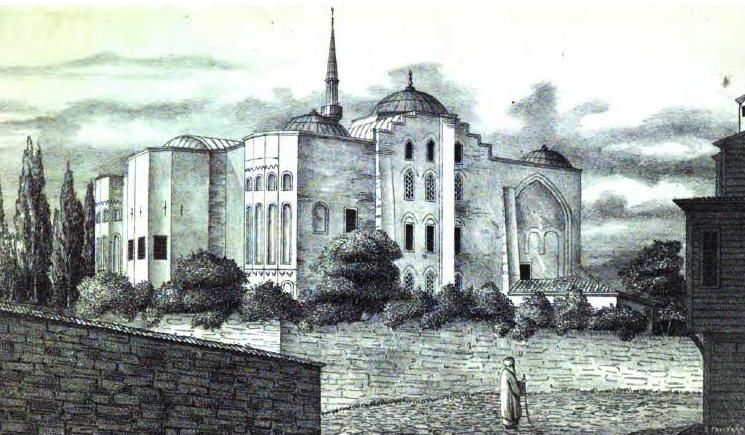
Zeichnung der Moschee aus dem Jahr 1877 von A. G. Paspates

Das Gebäude ist eines der bedeutendsten religiösen byzantinischen Bauwerke in Konstantinopel. Die lange als sicher geltende Zuschreibung und das Erbauungsdatum werden seit einigen Jahren unter Wissenschaftlern diskutiert. Lange galt das Gotteshaus als Kirche des Nonnenklosters Sankt Theodosia (griechisch Μονή τής Άγιας Θεοδοσίας εν τοις Δεξιοκράτους, Monē tis Hagias Theodosias en tois Dexiokratous) oder als Teil des Klosters Christos Euergetēs (griechisch Μονή του Χριστού του Ευεργέτου, Monē tou Christou tou Euergetou).
Seit den Aufzeichnungen von Stephan Gerlach im 15. Jahrhundert galt das Bauwerk als Kirche des Klosters Hagia Theodosia en tois Dexiokratous. Zu Beginn des 20. Jahrhunderts identifizierte Jules Pargoire die Kirche als Teil des Klosters Hagia Euphēmia en tō Petriō, das während der Amtszeit von Basileios I. (867–886) erbaut worden war. Der deutsche Archäologe Hartmut Schäfer untersuchte in den 1960er Jahren das Kellergeschoss der Kirche und schätzte das Erbauungsdatum auf die Zeit zwischen dem Ende des 11. und der ersten Hälfte des 12. Jahrhunderts. Für ihn war das Gebäude in der Komnenen-Zeit erbaut worden und Teil des Klosters Christos Euergetēs. Er schloss die Möglichkeit aus, dass die Gül-Moschee der Ort war, an den der Leichnam der hl. Theodosia von Konstantinopel zum Ende des byzantinischen Bilderstreits gebracht wurde, räumte aber ein, dass das Gebäude möglicherweise zu einem späteren Zeitpunkt der Hagia Theodosia geweiht war. In der neueren Forschung wird die Moschee inzwischen tatsächlich eher dem Kloster Christos Euergetēs zugeschrieben.

## Geschichte

### Byzantinisches Zeitalter

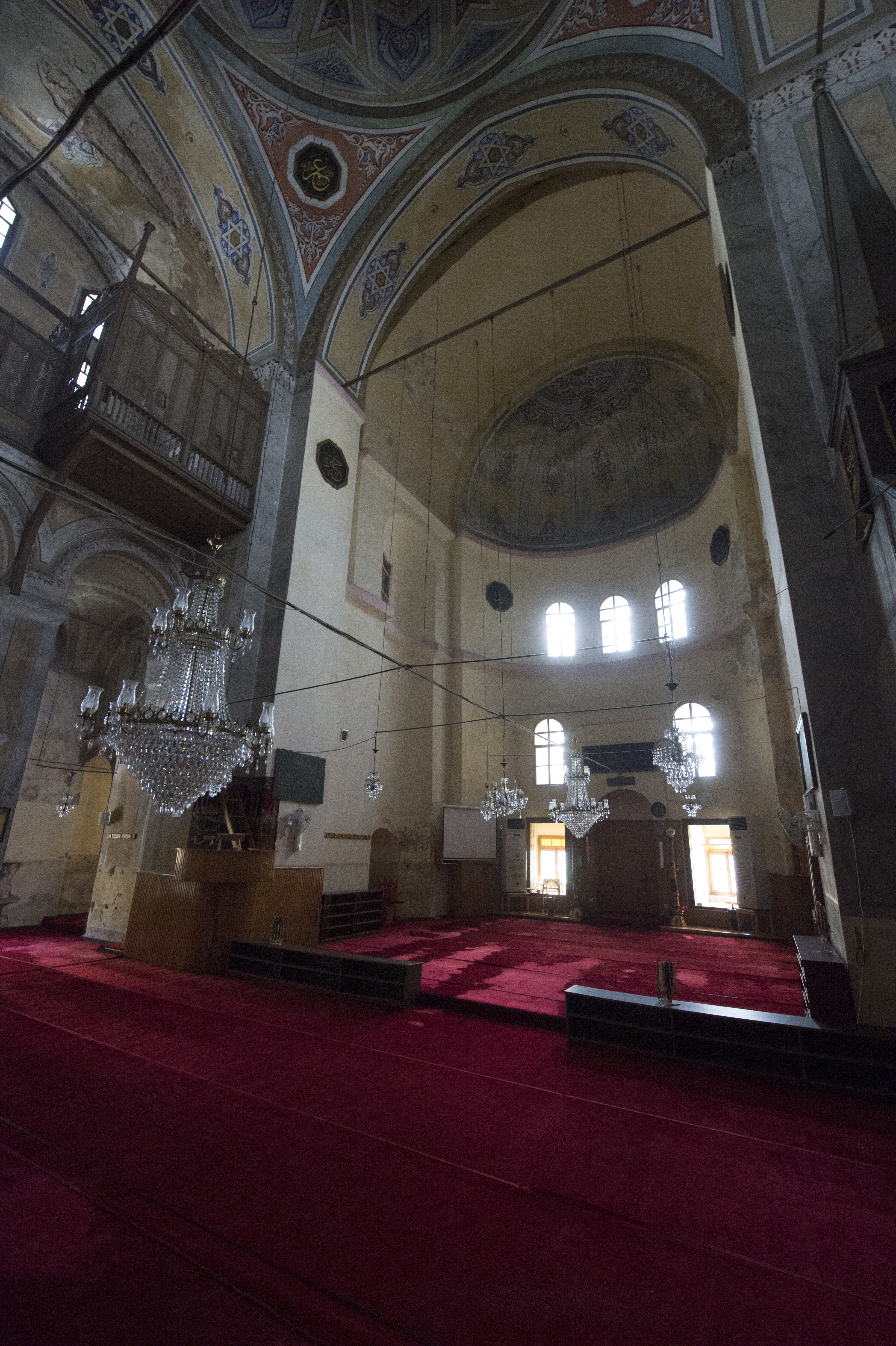
Blick in das Innere der Moschee

Zu Beginn des Bilderstreits soll der byzantinische Kaiser Leo III. den Befehl gegeben haben, eine Christusikone vom Haupttor des Großen Palastes abzunehmen. Der Beamte Spatharios sollte den Befehl ausführen, doch eine Gruppe von Frauen beobachtete den Mann und die Nonne Theodosia schritt ein und stürzte ihn von der Leiter. Der Beamte starb, Theodosia wurde verhaftet und hingerichtet. Ob die Überlieferung der Wahrheit entspricht, konnte bisher nicht geklärt werden.
Zum Ende des Bilderstreits wurde Theodosia als Märtyrerin und Heilige verehrt. Ihr Leichnam soll exhumiert und zur Verehrung in die Kirche Hagia Euphemia en tō Petriō gebracht worden sein. Die lag im Viertel Dexiokratiana, das nach dem Besitzer der Häuser Dexiokrates benannt war. Die Kirche und das gleichnamige Kloster waren von Kaiser Basileios I. zum Ende des 9. Jahrhunderts nach Chr. errichtet worden. Die hl. Euphemia war nahe dem Kloster Christos Euergetēs bestattet, dessen Entstehungsdatum unbekannt ist. Es ist nur sicher, dass es zwischen 1104 und 1108 von dem Protosebastos Johannes Komnenos, Sohn von Andronikos I. und Bruder des Mitkaisers Johannes Komnenos auf einem Unterbau aus dem frühen elften Jahrhundert erneuert wurde. Seine Lage beschrieb der byzantinische Geschichtsschreiber Niketas Choniates im Jahr 1204.:6 Von einem Frauenkloster im Petrion, in dem die Reliquien der heiligen Theodosia in einem silbernen Sarg aufbewahrt wurden, erzählen auch die Aufzeichnungen eines Russen, der im Jahre 1200 Konstantinopel besucht hat.:6 Außerdem berichten mehrere Synaxarien von Theodosia von Konstantinopel und der Hagia Euphemia bzw. einem Kloster.:6
Am 12. April 1204 sammelte sich während des vierten Kreuzzuges die venezianische Flotte im Goldenen Horn vor dem Kloster von Euergetes. Während des Lateinischen Kaiserreichs hatte die Marine ihren Ankerplatz vor dem Kloster und der Hafen wurde von Michael VIII. nach der Wiedererrichtung des byzantinischen Kaiserreichs hierher verlegt. Viele Reliquien des Klosters wurden von den Kreuzfahrern geplündert und stehen heute in Kirchen in ganz Europa.
Die Verehrung der hl. Theodosia nahm immer stärker zu und deshalb wurde die Kirche wohl im 11. Jahrhundert nach ihr benannt. Seitdem der Gedenktag der hl. Theodosia von Tyros auf dem 29. Mai liegt, ist dieser Tag auch Gedenktag der hl. Theodosia von Konstantinopel. Der neue Name der Kirche wird erstmals 1301 erwähnt. Nach dem 11. Jahrhundert tauchte die Kirche der Hagia Euphemia nicht mehr auf.
Die hl. Theodosia wurde zu einer der beliebtesten Heiligen des alten Konstantinopel und vor allem von gebrechlichen Menschen angerufen. Die Bekanntheit stieg 1306 nach der Genesung eines Taubstummen. Immer wieder wurde die Kirche in Aufzeichnungen von russischen Pilgern genannt, die die Stadt im 14. und frühen 15. Jahrhundert besuchten, gelegentlich aber auch mit der nahen Kirche Christ Euergetēs verwechselt. Zwei Mal pro Woche gab es Prozessionen durch die umgebenden Straßen. Bei dieser Gelegenheit wurden die Reliquien der Kirche durch die Straßen getragen. Es folgte dahinter eine große Anzahl von Menschen mit Gebrechen, die für ihre Genesung beteten.

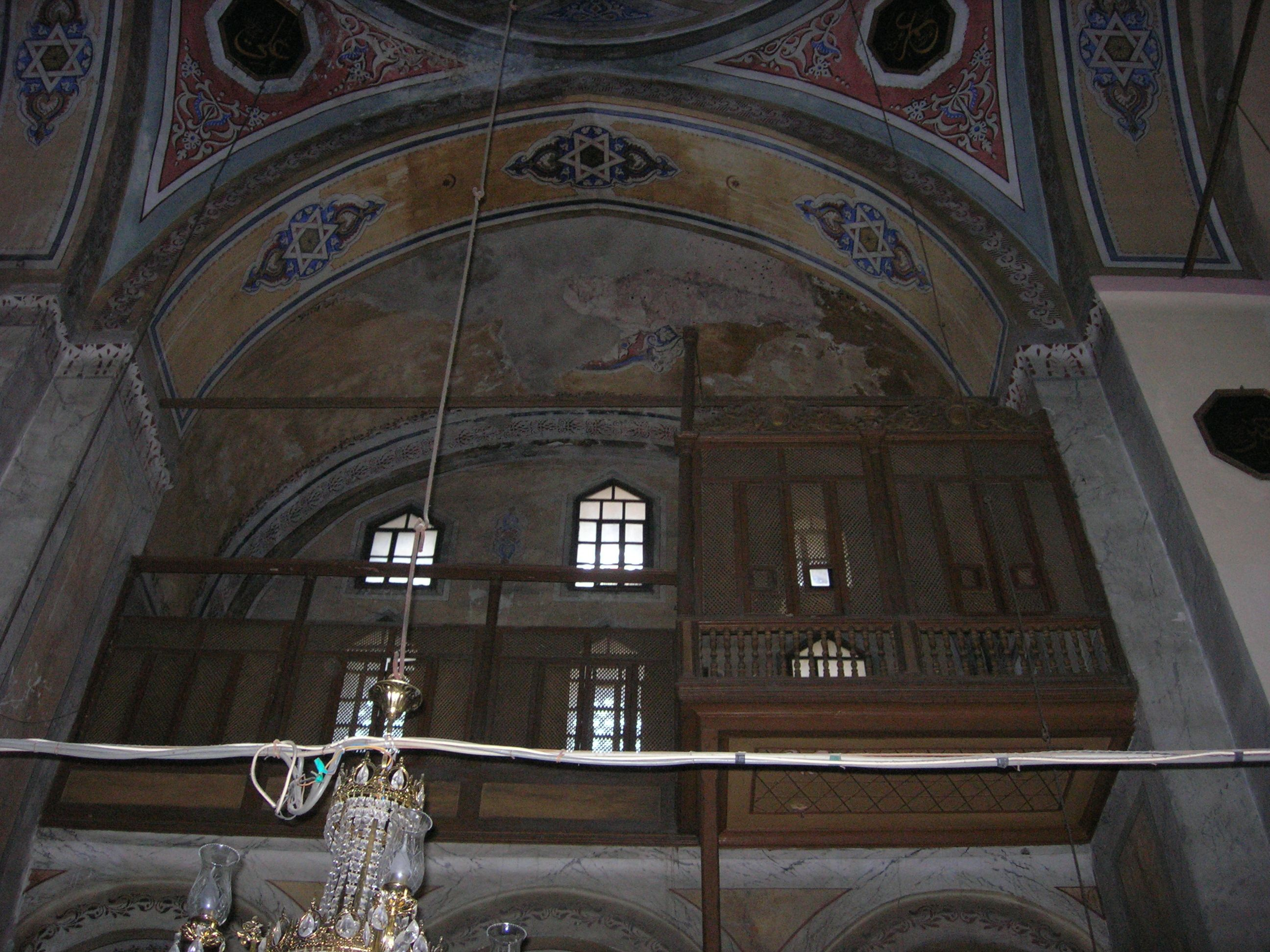
Südwestliche Galerie mit hölzerner Sultansloge

Letztmals erwähnt wurde die Kirche am 28. Mai 1453. Dieser Tag war nicht nur der Vortag des Gedenktages der hl. Theodosia, sondern auch der Vortag der Eroberung Konstantinopels durch die Osmanen. Kaiser Konstantin XI. und der Patriarch von Konstantinopel kamen zum Beten in die Kirche, die wegen der anstehenden Feierlichkeiten mit Rosengirlanden geschmückt war. Während der Kaiser in die entscheidende Schlacht zog, blieben viele Menschen in der Kirche und beteten für die Rettung der Stadt. Am nächsten Morgen drangen die osmanischen Truppen in Konstantinopel ein und erreichten das mit Rosen geschmückte Gebäude. Dies soll der Grund gewesen sein, warum die Eroberer die Moschee später Rosenmoschee nannten. Die Reliquien wurden entsorgt und der Leichnam der Heiligen den Hunden zum Fraß vorgeworfen.

### Osmanische Zeit
Nach der osmanischen Eroberung wurde das Kellergeschoss des Bauwerks als Marinewerft genutzt. Ob das Gebäude aufgrund eines Feuers, eines Erdbebens oder der Eroberung der Stadt verfallen war, ist nicht bekannt. Nahe dem Gebäude gründete der Schaich al-Islam Molla Hüsrev Mehmet Effendi eine religiöse Stiftung und ließ eine kleine Moschee und ein Hamam errichten.
Im Jahr 1490 wurde die zerstörte Kirche in nur sechs Monaten wieder aufgebaut und zur Moschee umgewidmet. Im Jahr 1509 wurde die Kuppel vermutlich bei einem Erdbeben zerstört und durch ein hölzernes Dach ersetzt und in dieser Form 1557 von Melchior Lorichs gezeichnet. Sie wurde wohl während der Regierungszeit von Selim II. zwischen 1566 und 1574 wiederhergestellt. Außerdem wurde von Hassam Pascha, einem Lieferanten der osmanischen Marine, ein Minarett gebaut. Zwischen 1573 und 1578 besichtigte der deutsche Geistliche Stephan Gerlach die Moschee und identifizierte sie als Theodosiakirche. In diesem Jahrhundert predigte auch Gül Baba in der Moschee, der hier auch bestattet wurde. Es ist möglich, dass die Moschee auch nach ihm benannt wurde.
Im 17. Jahrhundert wurde das Bauwerk mehrfach bei Erdbeben beschädigt und von Sultan Murad IV. restauriert. Dabei wurde die Kuppel mit den Pendentifs erneuert, nahezu die gesamte Westseite, die Joche im Südwesten und im Nordwesten und das Minarett.
Das Gebäude wurde bei dem Großbrand in der Stadt im Jahr 1782 verschont und Anfang des 19. Jahrhunderts von Mahmud II. restauriert. Dabei ließ der Sultan auch einen hölzernen Sultansthron installieren.

## Architektur

### Äußeres

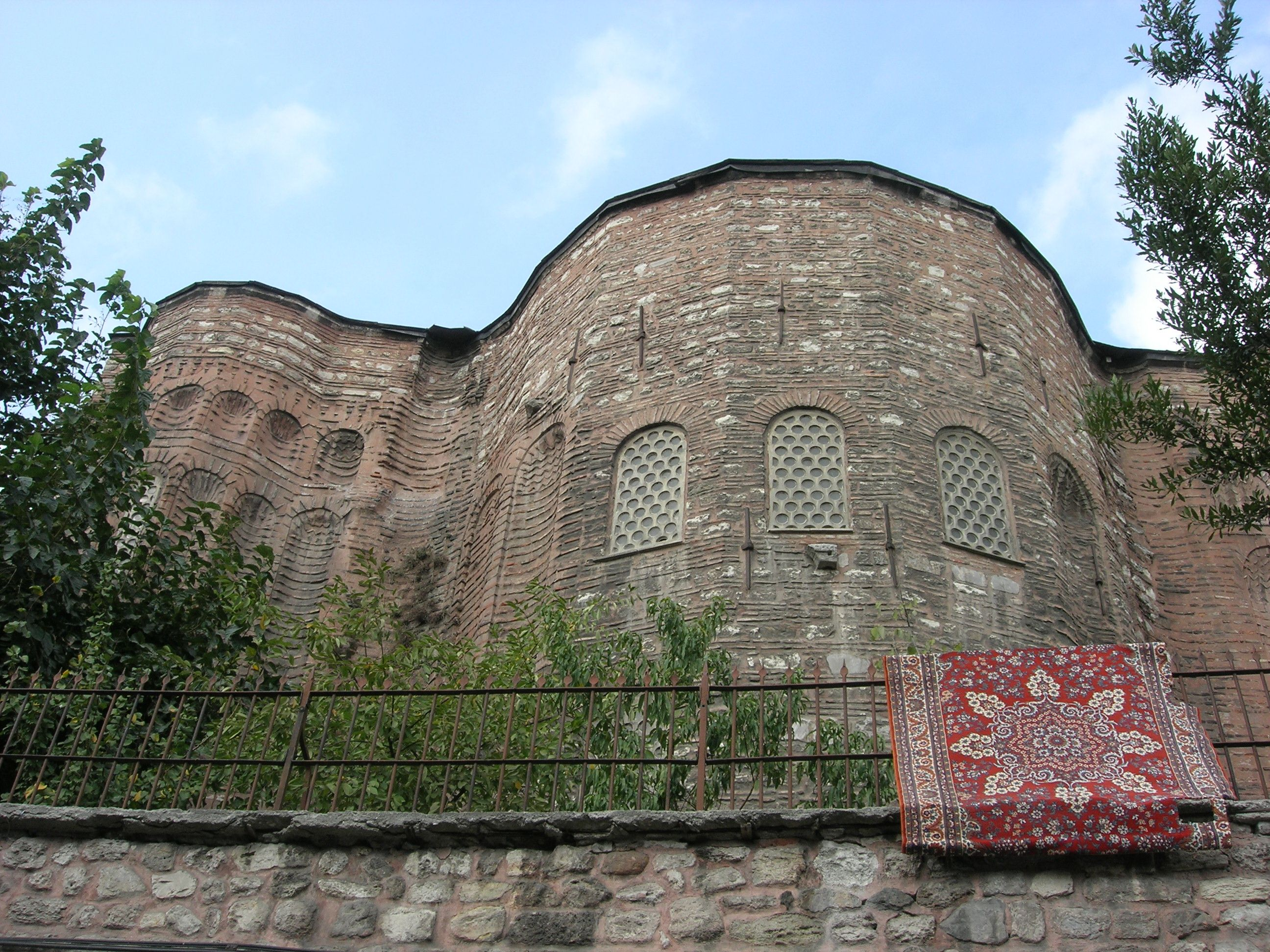
Blick auf die Apsiden im Südwesten

Das Gebäude ruht auf einem Kellergeschoss mit hohen Gewölben, das in byzantinischer Zeit auch für säkulare Zwecke genutzt wurde. Das Mauerwerk des Kellergeschosses wurde aus Ziegelsteinen in einer speziellen Technik gemauert, die typisch für die mittlere Epoche der byzantinischen Architektur war. Bei dieser Technik werden Ziegelsteine in einem dicken Mörtelbett verlegt. Dabei ist die Mörtellage bis zu drei Mal dicker als die Ziegellage.
Die Kreuzkuppelkirche ist von Nordwesten nach Südosten ausgerichtet. Sie ist 26 Meter lang und 20 Meter breit und wird von fünf Kuppeln überragt, eine über dem Mittelschiff und vier kleinere auf den Gebäudeecken. Die zentrale Kuppel mit dem niedrigen, fensterlosen Tambour ist osmanischen Ursprungs, genauso wie die vier Bögen, die die Kuppel tragen.
Die ursprüngliche Kuppel, derjenigen der Kalenderhane-Moschee ähnlich, wurde von einem schmalen Tambour mit Fenstern getragen. An der südöstlichen Fassade sitzt eine zentrale siebenseitige Apsis, flankiert von zwei dreiseitigen Apsiden, die mit übereinanderliegenden Blendnischen gegliedert sind. Die zentrale Apsis ist wohl aus einer späten byzantinischen Epoche, da ihr die oberste Lage der Blendnischen fehlt, die das ornamentale Mauerwerk und die seitlichen Apsiden schmücken. Über den Nischen läuft ein Gesims.
Der Stil der seitlichen Apsiden erinnert stark an die der Pantokrator-Kirche und ist ein weiterer Grund für eine spätere Datierung des Gebäudes.

### Inneres

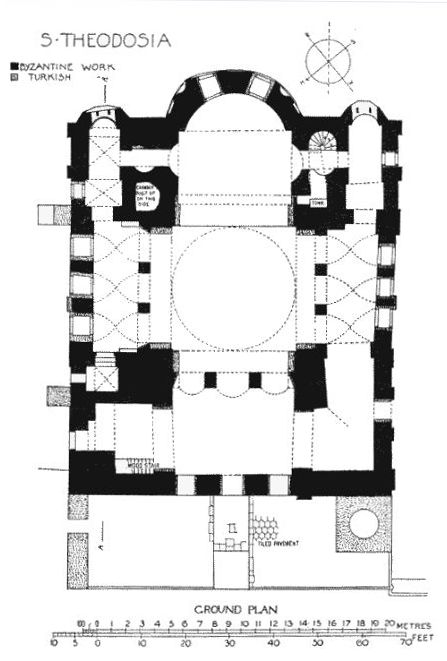
Grundriss im Erdgeschoss (1912)

Das Innere der Moschee wurde im 18. Jahrhundert verputzt und gestrichen. Man betritt das Gotteshaus über einen hölzernen Vorbau, der zu einem niedrigen Narthex mit Tonnengewölbe führt. Vor dort führt eine dreibogige Arkade zu einem schmalen Schiff, das von Galerien flankiert wird, die bis in die Kreuzarme führen. Die Galerien sitzen auf einer dreibogigen Arkade mit quadratischen Pfeilern. Das Kirchenschiff endet in der zentralen Apsis, die von zwei kleineren flankiert wird. Die südöstliche Ausrichtung der Apsis erlaubte die Installation eines Mihrab.
Jede Galerie endet in einer schmalen Kapelle, die über Prothesis und Diakonikon liegen. Beide Kapellen werden von halbkugelförmigen Kuppeln überragt, die direkt über den Pendentifs liegen. Licht dringt durch die fünf Fensterreihen, von denen drei zu den Galerien gehören. einige Fenster wurden erst in osmanischer Zeit gebrochen.
In den beiden östlichen Kuppelpfeilern sitzen kleine Kammern. In der südlichen Kammer liegt mutmaßlich das Grab des osmanischen Geistlichen Gül Baba. Über dem Eingang steht in einer osmanischen Inschrift: Grab des Apostels, Jünger des Jesus. Friede sei mit ihm, die den religiösen Synkretismus des 16. Jahrhunderts in Istanbul belegt. Die Kammer könnte ursprünglich das Grab der hl. Theodosia gewesen sein. Die im 19. Jahrhundert entstandene Überlieferung, dass in einem der Pfeiler das Grab des letzten byzantinischen Kaisers versteckt sein soll, entbehrt allerdings jeder Grundlage.
Mit der Eski-İmaret-Moschee und der Vefa-Kilise-Moschee gehört die Gül-Moschee zu den bedeutendsten Kreuzkuppelkirchen in Istanbul.